# Marlon Harewood
Marlon Anderson Harewood (* 25. August 1979 in Hampstead) ist ein ehemaliger englischer Fußballspieler.

## Spielerkarriere

### Nottingham Forest (1996–2003)
Marlon Harewood begann seine Profikarriere bei Nottingham Forest. 1998 wurde er zum finnischen Topklub Haka Valkeakoski verliehen, mit dem er die Finnische Meisterschaft 1998 gewann. In der Premier League 1998/99 schaffte er seinen Durchbruch bei Forest und bestritt dreiundzwanzig Ligaspiele (ein Tor). Die Saison endete jedoch mit dem Abstieg der Mannschaft aus der ersten Liga. Nach zwei wenig erfolgreichen Jahren als Stammspieler unter Trainer David Platt, erlebte Harewood (28 Spiele/11 Tore) in der Saison 2001/02 eine deutliche Leistungssteigerung. Diese Entwicklung setzte sich in der Football League First Division 2002/03 fort, zwanzig Treffer in sechsundvierzig Ligapartien trugen entscheidend zur guten Saison der Mannschaft bei. Forest zog als Sechster in die erste Play-off-Runde ein, scheiterte dort jedoch an Sheffield United. Nach einem persönlich sehr erfolgreichen Start 2003/04 mit zwölf Toren in neunzehn Spielen verließ Harewood Nottingham.

### West Ham United (2003–2007)
Am 25. November 2003 wechselte Harewood für 500.000 Pfund nach Ostlondon, zu West Ham United und erzielte bis zum Ende der First Division 2003/04 dreizehn Treffer. Insgesamt traf er in dieser Spielzeit fünfundzwanzig Mal und musste sich damit lediglich Andy Johnson (27 Tore für Crystal Palace) geschlagen geben. West Ham zog als Vierter in die erste Play-off-Runde ein, setzte sich gegen Ipswich Town durch und scheiterte erst im Finale mit 0:1 an Crystal Palace. In seiner zweiten Saison für West Ham machte er 24 Tore in allen Wettbewerben (17 Ligatreffer) und verhalf so den „Hammers“ zum Aufstieg in die Premier League, der durch den Sieg im Play-off-Finale gegen Preston North End erreicht wurde.
In der Premier League 2005/06 erzielte Harewood vierzehn Tore für West Ham. Damit war er der viertbeste Engländer in der Torschützenliste hinter Frank Lampard, Darren Bent und Wayne Rooney. Besondere Berühmtheit erhielt Harewood durch den ersten Premier-League-Hattrick der Saison 2005/06, den er gegen Aston Villa erzielte, sowie durch sein kraftvolles Tor im Halbfinale des FA Cup 2005/06 gegen den FC Middlesbrough, das den „Hammers“ den Einzug in das FA-Cup-Finale sicherte. Nach einer 2:0 bzw. 3:2-Führung kassierte West Ham in der 91. Minute den Ausgleichstreffer von Steven Gerrard und verlor in der Folge das Elfmeterschießen gegen den FC Liverpool. Die Premier League 2006/07 verlief für ihn weniger erfolgreich und auch im UEFA-Pokal 2006/07 sorgte das frühe Erstrundenaus für eine Enttäuschung.

### Aston Villa (2007–2010)
Zur Premier League 2007/08 wechselte er zu der von Martin O’Neill trainierten Mannschaft von Aston Villa. Er unterschrieb einen Vertrag über drei Jahre. In seinem ersten Jahr in Birmingham erzielte er lediglich fünf Ligatreffer in dreiundzwanzig Spielen. Nachdem er 2008/09 von O’Neill selten berücksichtigt worden war und in der ersten Runde des UEFA-Pokal 2008/09 gegen Litex Lowetsch sein einziges Tor für Villa in dieser Saison erzielt hatte, wechselte er am 23. März 2009 bis zum Ende der Spielzeit 2008/09 auf Leihbasis zum späteren Zweitligameister Wolverhampton Wanderers.
Ohne ein weiteres Mal für Aston Villa zum Einsatz gekommen zu sein, wechselte Harewood am 24. September 2009 bis zum Jahreswechsel erneut auf Leihbasis zum Erstligaabsteiger Newcastle United und erzielte fünf Ligatore in fünfzehn Spielen. Harewood bestritt – auch aufgrund von Verletzungen – in der Folgezeit in Birmingham keine Partie mehr. Zu einer Vertragsverlängerung kam es anschließend ebenso wenig.

### FC Blackpool (2010–2011)
Am 11. August 2010 wechselte Harewood zum Premier-League-Aufsteiger FC Blackpool, wo er einen Vertrag bis Ende Juni 2012 unterzeichnete. In Blackpool gelang ihm ein ausgezeichneter Start in die Premier League 2010/11, als er am ersten Spieltag beim 4:0-Auswärtserfolg bei Wigan Athletic zwei Tore erzielte.
Nach einem zwischenzeitlichen Ausleihgeschäft zum Zweitligisten FC Barnsley, entschied sich Harewood nach Ablauf der Saison 2011/12 zu einem Wechsel zum chinesischen Zweitligisten Changsha Ginde. Mit seiner neuen Mannschaft erreichte er den zweiten Platz und damit den direkten Wiederaufstieg in die Chinese Super League.

### Nottingham Forest und FC Barnsley (2012–2013)
Nachdem er in den Wochen zuvor bereits mit der Mannschaft trainiert hatte, unterschrieb Harewood einen ab dem 1. Januar 2012 gültigen Vertrag bis Saisonende bei Nottingham Forest. Nach Ablauf seines Vertrages, wechselte er am 14. August 2012 zum FC Barnsley.